# Proyecto de muestras de hielo del norte de Groenlandia

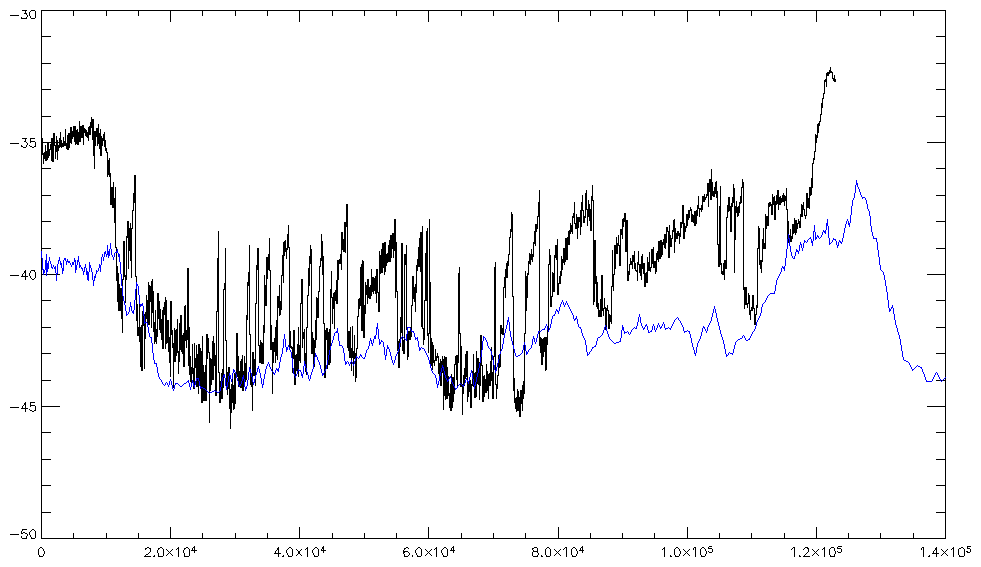
Registro de la probeta del NGRIP, Delta-O-18.

El Proyecto de muestras de hielo del norte de Groenlandia (en inglés, North Greenland Ice Core Project, NGRIP) fue un proyecto de extracción de testigos de hielo inalterados que se realizó en Groenlandia entre los años 1999 y 2003.
El lugar de perforación del NGRIP está cerca del centro de Groenlandia, a una altitud de 2917 m s. n. m., con un espesor del hielo de 3085 m. (75°01′N 42°32′O / 75.017, -42.533). 
La perforación comenzó en 1999 y se alcanzó la roca en 2003. Las muestras de hielo son probetas de hielo de 102 mm de diámetro y 35 dm de longitud. 
El sitio NGRIP se eligió para extraer una muestra extralarga e inalterada de la última glaciación. Además su ubicación estaba en una topografía plana para evitar las distorsiones de flujo que ya se habían producido en proyectos europeos, el Proyecto de muestras de hielo de Groenlandia (GRIP) y el Proyecto Inlandsis (GISP). Inusualmente, hay una fusión en el fondo del sitio NGRIP, que se cree se debe a un alto flujo de calor local geotermal. Esto se constituyó como ventajoso ya que las capas del fondo están menos comprimidas por el espesor de lo que deberían de estar: las capas anuales NGRIP a 105 ka de edad tienen 11 mm de espesor, el doble que las del GRIP a igual edad.
Los registros NGRIP están ayudando a resolver un problema con los registros GRIP, la incertidumbre sobre la porción interglaciar Riss-Würm (o interglacial Eemiana) de los registros. NGRIP cubre 5 ka de la «Riss-Würm» (Eemiana), mostrando que las temperaturas se mantuvieron estables en el Holoceno preindustrial. Se ha visto confirmado por los sedimentos de las muestras, en particular las MD95-2042.
En 2003, NGRIP descubrió algo parecido a remanentes de vegetales en la máxima profundidad de 3.080 m. Según declaró James White, investigador principal del NGRIP:

Algunas de las piezas semejaban bastante a láminas de pastos o agujas de pinos. Si se confirma, sería la 1ª muestra vegetal recuperada de un proyecto de perforación del hielo
James White, profesor en Geología James White de la Universidad de Colorado, en Boulder